# Luxembourg aux Jeux olympiques d'été de 1948
Le Luxembourg  participe aux Jeux olympiques d'été de 1948 à Londres du 29 juillet au 14 août 1948. Il s'agit de sa 7e participation à des Jeux olympiques d'été.

## Athlétisme
Le Luxembourg aligne six représentants aux épreuves d'athlétisme.

## Boxe
Le Luxembourg a quatre représentants dans les épreuves de boxe.

## Canoë-kayak
Trois sportifs sont présents pour le Luxembourg.

## Cyclisme
Le Luxembourg aligne quatre participants aux épreuves de cyclisme.

## Escrime
Six hommes participent à l'escrime pour le Luxembourg.

## Football
Une équipe masculine est alignée.

## Gymnastique
Huit hommes participent à la gymnastique pour le Luxembourg.

## Lutte
Le Luxembourg est représenté dans les compétitions de lutte par deux sportifs.